# Upplands runinskrifter 784
Upplands runinskrifter 784 är ett vikingatida runstensfragment av ljusröd sandsten som funnits i Svinnegarns skola, Svinnegarns socken och Enköpings kommun. Stenen finns nu i vapenhuset i Svinnegarns kyrka.

## Inskriften
Translitterering av runraden:
...l · i... -uk ... þa[iʀ ...ia-...]
Normalisering till runsvenska:
... ... ... ... þæiʀ ...
Översättning till nusvenska:
... de ...